# Малахово (Мазовецьке воєводство)
Малахово (пол. Małachowo) — село в Польщі, у гміні Дробін Плоцького повіту Мазовецького воєводства.
Населення — 114 осіб (2011).
У 1975-1998 роках село належало до Плоцького воєводства.

## Демографія
Демографічна структура станом на 31 березня 2011 року:
|          | Загалом | Допрацездатний вік | Працездатний вік | Постпрацездатний вік |
| -------- | ------- | ------------------ | ---------------- | -------------------- |
| Чоловіки | 62      | 23                 | 35               | 4                    |
| Жінки    | 52      | 17                 | 25               | 10                   |
| Разом    | 114     | 40                 | 60               | 14                   |